# 야쿠정
야쿠정(일본어: 屋久町)은 일본 가고시마현의 야쿠섬에 있던 정으로, 구마게군에 속했다. 
2007년 10월 1일, 가미야쿠정과 합병해 야쿠시마정이 되었다. 

## 지리
야쿠시마 섬의 남쪽 절반을 차지한다.

## 역사
- 1889년 4월 1일 - 정촌제 시행에 수반해 고무군 시모야쿠촌이 성립하였다.
- 1896년 3월 29일 - 구마게군에 소속되었다.
- 1959년 4월 1일 - 시모야쿠촌이 개칭해, 야쿠촌이 정으로 승격해, 야쿠정이 성립하였다.
- 2000년 12월 26일 - 의료용 방사성 물질의 예외를 제외하고 방사성 물질의 반입 자체를 거부하는 핵물질 거부 조례를 제정했다.
- 2007년 10월 1일 - 가미야쿠정과 합병해 야쿠시마정이 되었다.

## 교통

### 공항
- 가장 가까운 공항은 야쿠시마 공항

### 항로
가고시마항에서 가고시마시와 야쿠섬을 경유하는 배편이 있다.

## 참고 문헌
- 角川日本地名大辞典編纂委員会,『角川日本地名大辞典 鹿児島県』1983, 角川書店